# William Pitt den yngre
William Pitt den yngre (28. maj 1759 – 23. januar 1806) var en britisk politiker som var Storbritanniens premierminister fra 1783 til 1801 og igen fra 1804 til sin død. Han kaldes "den yngre" for at skille ham fra sin far, William Pitt den ældre, som også var premierminister.
Pitt den yngres tid som premierminister fandt sted under George 3.s regeringstid og blev domineret af den franske revolution og Napoleonskrigene. Pitt bliver ofte omtalt som tory, mens hans største modstander, Charles James Fox, omtales som whig. Pitt foretrak 
imidlertid selv betegnelsen "uafhængig whig", og modsatte sig udviklingen af et klarere partisystem. 